# Paul Kraus
Pour les articles homonymes, voir Kraus.
Paul Krauss (né en 1904 à Prague- décédé en 1944 au Caire) est un historien des sciences allemand, spécialiste de l'histoire des sciences arabes.

## Biographie
Né en Tchécoslovaquie dans une famille judéo-allemande, Paul Kraus est décédé au Caire, en Égypte, dans des conditions non-élucidées. Il a travaillé avec Louis Massignon, Henry Corbin et Shlomo Pinès. Son épouse, Bettina Strauss, est décédée dans les camps d'extermination. Sa fille, Jenny, née en 1941, sera adoptée par le philosophe Leo Strauss. En 1943 ou 1944, il se remarie avec la médiéviste Dorothee Metlitzki qui enseigne au Caire.
Kraus, étudiant né à Prague (une ville historiquement liée à l'alchimie), se tourne rapidement vers l'étude de l'alchimie arabe médiévale. Plus tard, il étudie les questions de métrique dans la Bible et dans d'autres textes de l'Antiquité. L'excentricité de ses vues sur ces questions ont conduit nombre de ses collègues à croire qu'il était devenu fou.
C'est en 1944 qu'il est retrouvé pendu dans la salle de bains de l'appartement au Caire de Cecil et Albert Hourani. Joel Kraemer croit que Kraus s'est en effet suicidé, bien qu'il présente quelques éléments qui suggèrent que la mort de Kraus pourrait être un meurtre perpétré pour des mobiles politiques.

## Œuvre
On doit à Paul Kraus une étude des rapports entre l'alchimie et la science arabe. Son travail majeur porte sur Jâbir ibn Hayyân (mort en 200 hégire / 800 E.C.).
Quoique Kraus ait étudié avec Julius Ruska, qui était plus enclin à étudier l'alchimie comme une chimie primitive, son approche est très différente. Pour Kraus, l'alchimie fait partie de l'histoire des idées. Il écorne l'idée selon laquelle l'alchimiste arabe Jabir était un seul et unique individu historique. Selon lui en effet, l'œuvre de Jabir semble être plus un recueil de matériaux élaborés par divers auteurs, dont la plupart masquent une propagande pour le mouvement ismaélien des Qarmates. Dans son magnum opus, lJâbir ibn Hayyân – Contribution à l’histoire des idées scientifiques dans l’Islam – Jâbir et la science grecque (1942-43), Kraus questionne notamment les sujets de la dispersion délibérée des savoirs, de l'agriculture nabatéenne, de l'alchimie dans la sexualité, de la stratégie militaire, de la numérologie pythagoricienne, de la technologie chinoise, des origines du langage.
Dans sa préface aux papiers que Kraus laissa derrière lui et qui, rassemblés par Henry Corbin ont été publiés en allemand par Rémi Brague (Alchemie, Ketzerei und Apokryphen im frühen Islam: Gesamelte Aufsatze), ce dernier cite Alexandre Kojève (dont les conférences sur Hegel à Paris avaient été suivies par Kraus): "J'ai beaucoup lu Kraus et j'ai appris, grâce à lui, que maintenant je ne sais rien de l'Islam. C'est ça le progrès!".